# 稻田站 (北京市)
稻田站是一个位于中国北京市房山区长阳镇稻田村长韩路、独义三路交叉口，属于北京地铁房山线的地铁车站。

## 位置
这个站上跨长韩路。

## 结构
该站为高架车站，岛式站台设计。

### 车站楼层

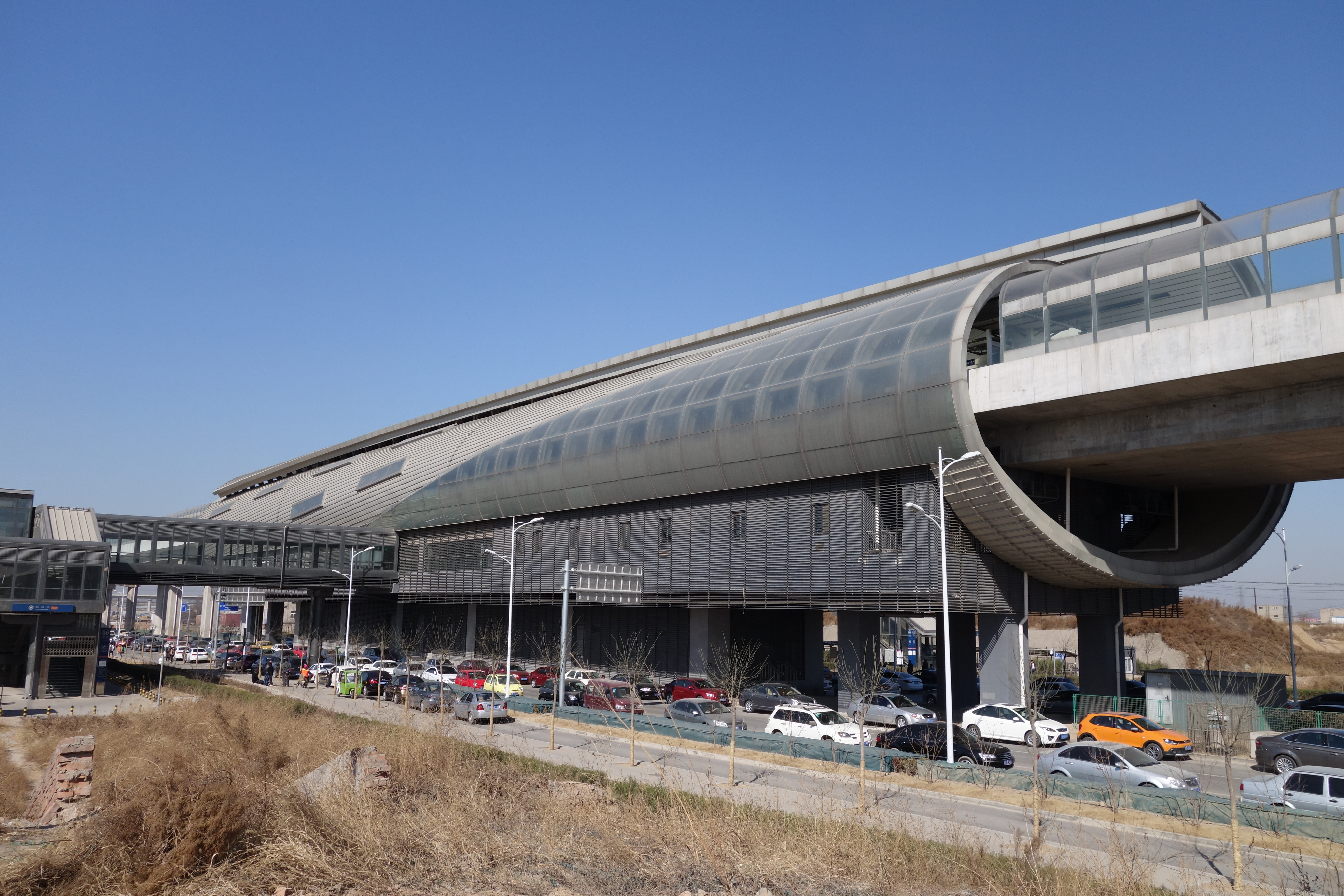
站房（2014年3月摄）

| 地上三层 站台层 |                           | █ 房山线非跨线车往东管头南 / 跨线车往国家图书馆 ( █ 9号线) （大葆台） |
| 地上三层 站台层 | 岛式站台，左側開门        |                                                                       |
| 地上三层 站台层 | █ 房山线 往阎村东（长阳） |                                                                       |
| 地上二层 站厅层 | 站厅                      | 客务中心、自动售票机、进出站闸机                                      |
| 地面层          | 出入口                    | A－B出入口                                                            |

## 出入口
|                           |                    |                  |      |            |
| 编号                      | 指示               | 建议前往的目的地 | 照片 | 无障碍设施 |
| 出口 · A · 1 · 升降机标志 | 独义三路           |                  |      |            |
| 出口 · A · 2              | 独义三路、长韩路   | 稻田回迁楼北区   |      | 不適用     |
| 出口 · B · 1 · 升降机标志 | 独义三路、长韩路   | 稻田回迁楼北区   |      |            |
| 出口 · B · 2              | 独义三路、高佃一路 | 独义村回迁房     |      | 不適用     |
| 註： 設有                 |                    |                  |      |            |